# سبسب (غرداية)
سبسب هي إحدى بلديات ولاية غرداية الجزائرية.

## جغرافيا

### المناخ
يظهر الجدول التالي التغييرات المناخية على مدار السنة لسبسب:
| البيانات المناخية لـسبسب          | البيانات المناخية لـسبسب | البيانات المناخية لـسبسب | البيانات المناخية لـسبسب | البيانات المناخية لـسبسب | البيانات المناخية لـسبسب | البيانات المناخية لـسبسب | البيانات المناخية لـسبسب | البيانات المناخية لـسبسب | البيانات المناخية لـسبسب | البيانات المناخية لـسبسب | البيانات المناخية لـسبسب | البيانات المناخية لـسبسب | البيانات المناخية لـسبسب |
| الشهر                             | يناير                    | فبراير                   | مارس                     | أبريل                    | مايو                     | يونيو                    | يوليو                    | أغسطس                    | سبتمبر                   | أكتوبر                   | نوفمبر                   | ديسمبر                   | المعدل السنوي            |
| --------------------------------- | ------------------------ | ------------------------ | ------------------------ | ------------------------ | ------------------------ | ------------------------ | ------------------------ | ------------------------ | ------------------------ | ------------------------ | ------------------------ | ------------------------ | ------------------------ |
| متوسط درجة الحرارة الكبرى °م (°ف) | 16.5 (61.7)              | 19.2 (66.6)              | 22.8 (73.0)              | 28.3 (82.9)              | 33.2 (91.8)              | 38.7 (101.7)             | 42.7 (108.9)             | 41.8 (107.2)             | 35.6 (96.1)              | 28.3 (82.9)              | 21.1 (70.0)              | 17.0 (62.6)              | 28.8 (83.8)              |
| المتوسط اليومي °م (°ف)            | 10.2 (50.4)              | 12.5 (54.5)              | 15.8 (60.4)              | 20.4 (68.7)              | 25.2 (77.4)              | 30.5 (86.9)              | 33.9 (93.0)              | 33.3 (91.9)              | 28.4 (83.1)              | 21.5 (70.7)              | 14.9 (58.8)              | 10.8 (51.4)              | 21.5 (70.6)              |
| متوسط درجة الحرارة الصغرى °م (°ف) | 4.0 (39.2)               | 5.9 (42.6)               | 8.9 (48.0)               | 12.6 (54.7)              | 17.3 (63.1)              | 22.4 (72.3)              | 25.2 (77.4)              | 24.8 (76.6)              | 21.3 (70.3)              | 14.7 (58.5)              | 8.7 (47.7)               | 4.7 (40.5)               | 14.2 (57.6)              |
| الهطول مم (إنش)                   | 7 (0.3)                  | 4 (0.2)                  | 9 (0.4)                  | 5 (0.2)                  | 3 (0.1)                  | 2 (0.1)                  | 1 (0.0)                  | 1 (0.0)                  | 4 (0.2)                  | 5 (0.2)                  | 7 (0.3)                  | 6 (0.2)                  | 54 (2.2)                 |
| المصدر: climate-data.org          |                          |                          |                          |                          |                          |                          |                          |                          |                          |                          |                          |                          |                          |

## معرض صور

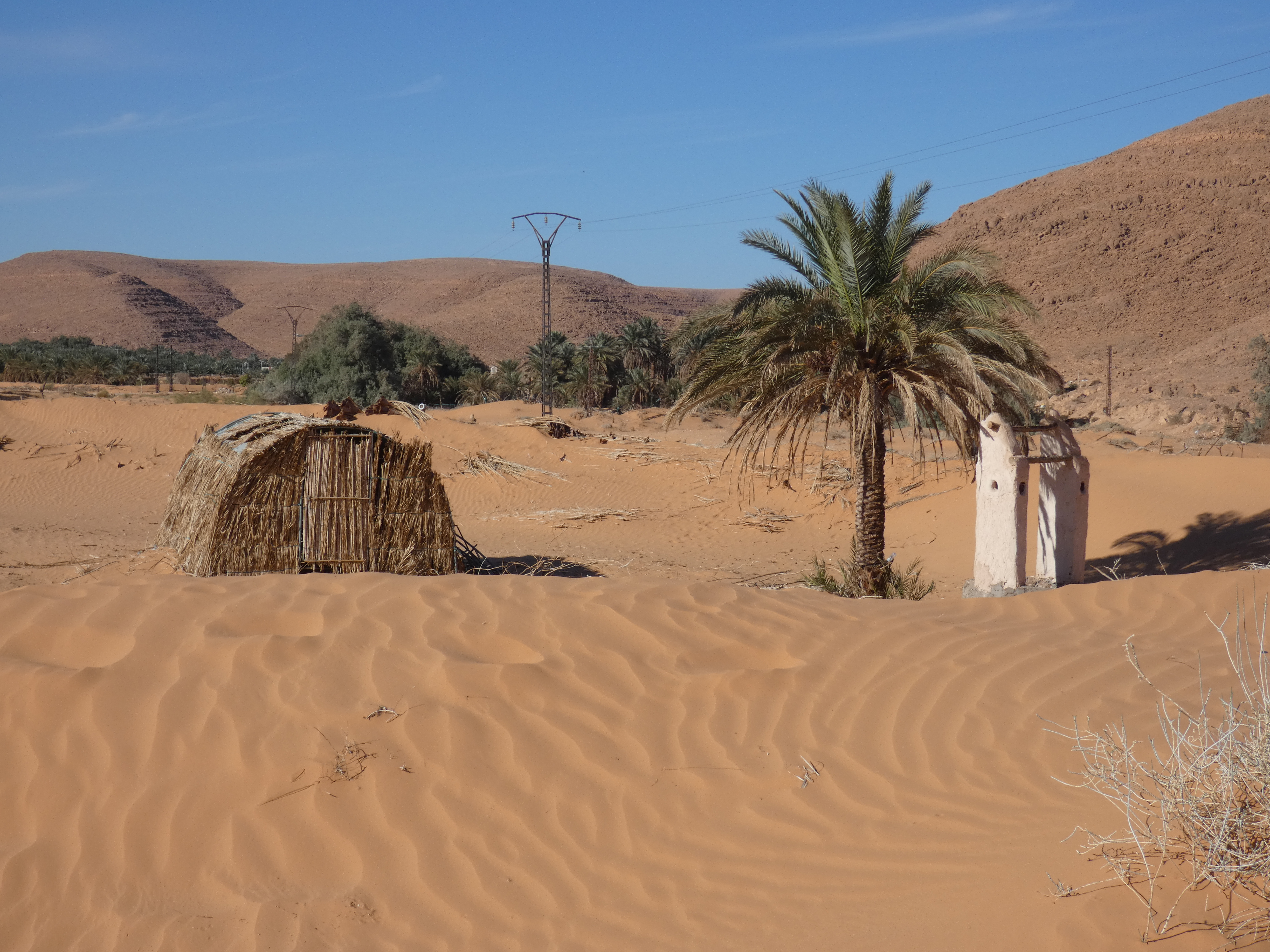
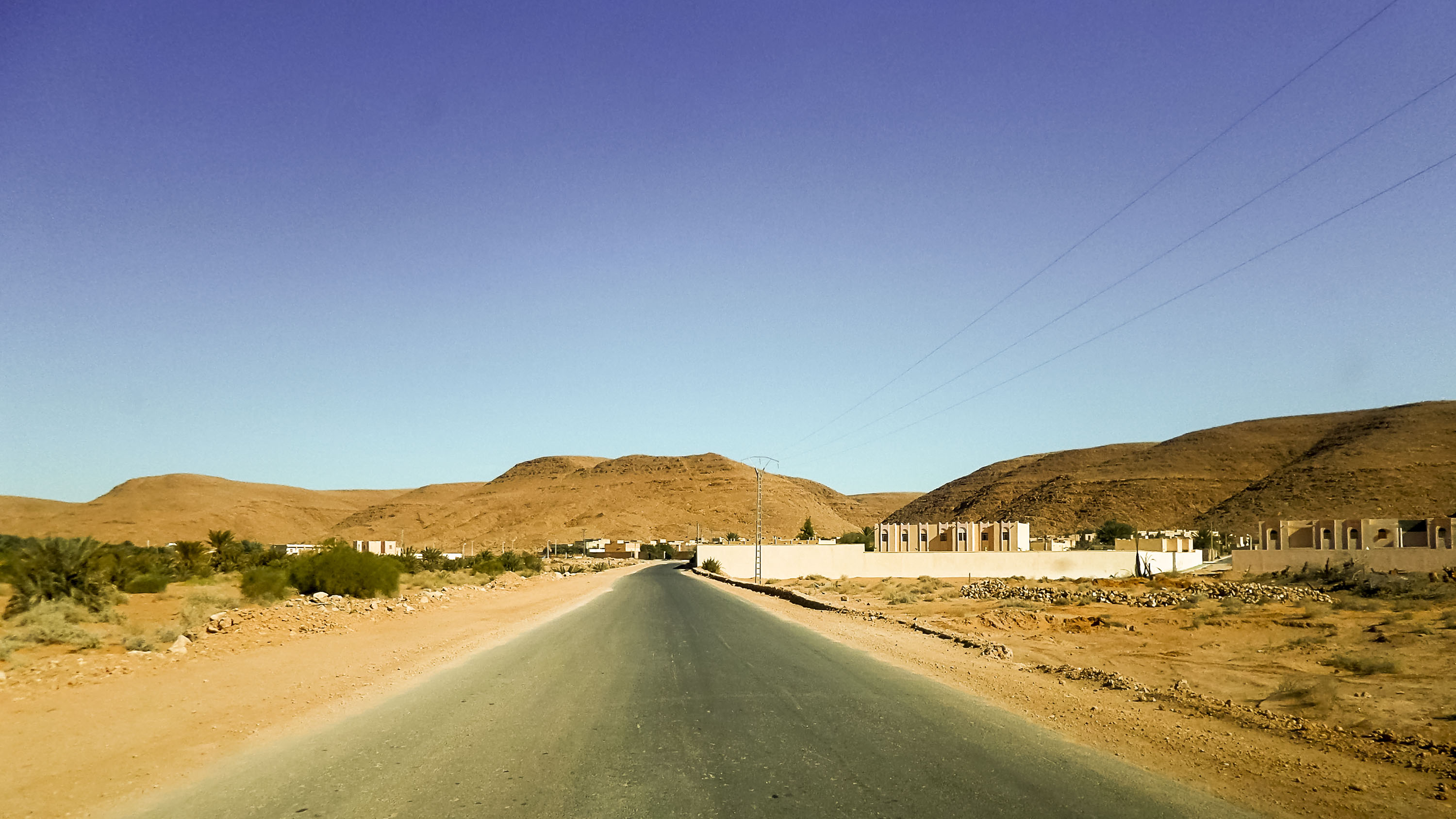
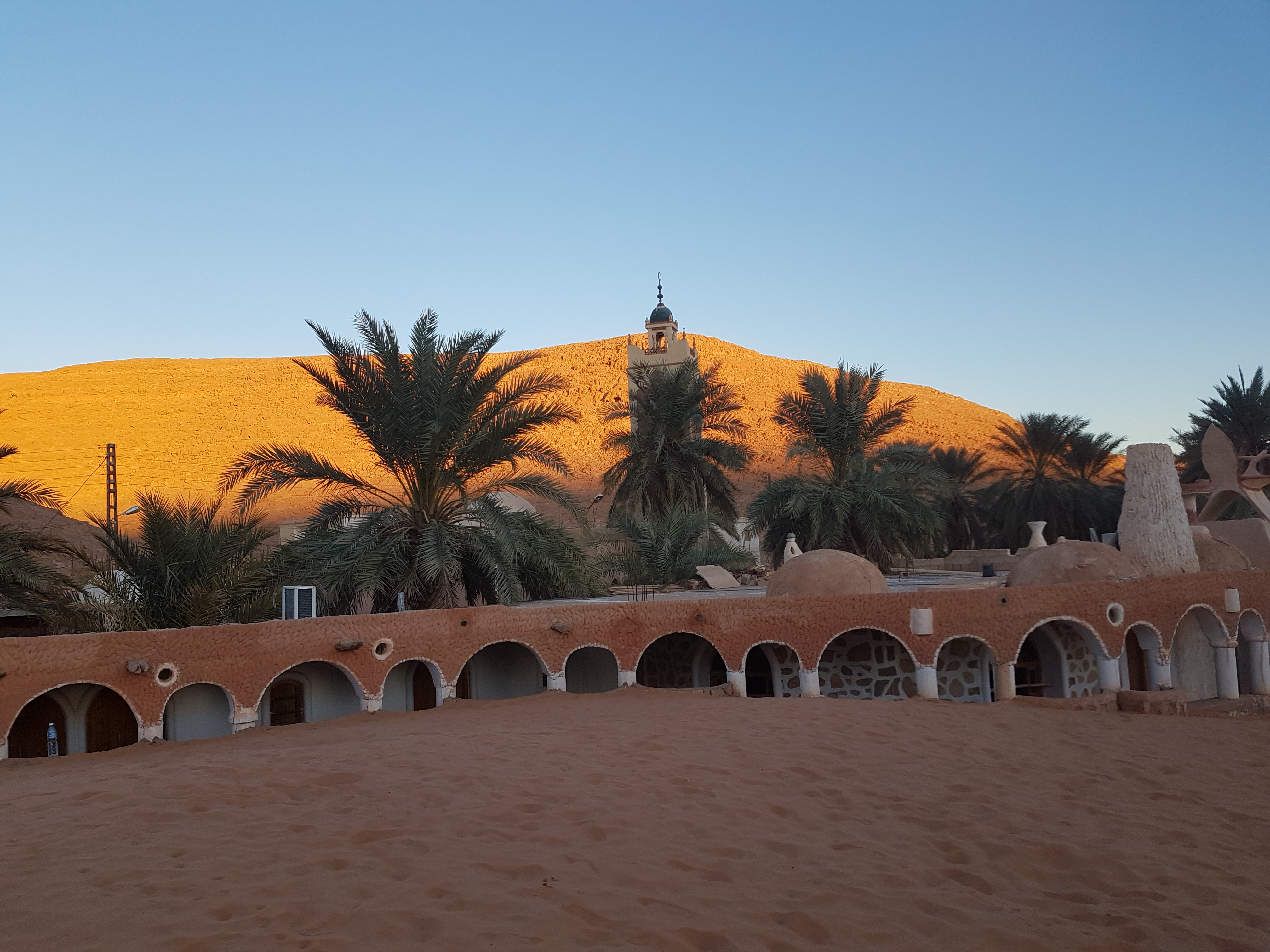
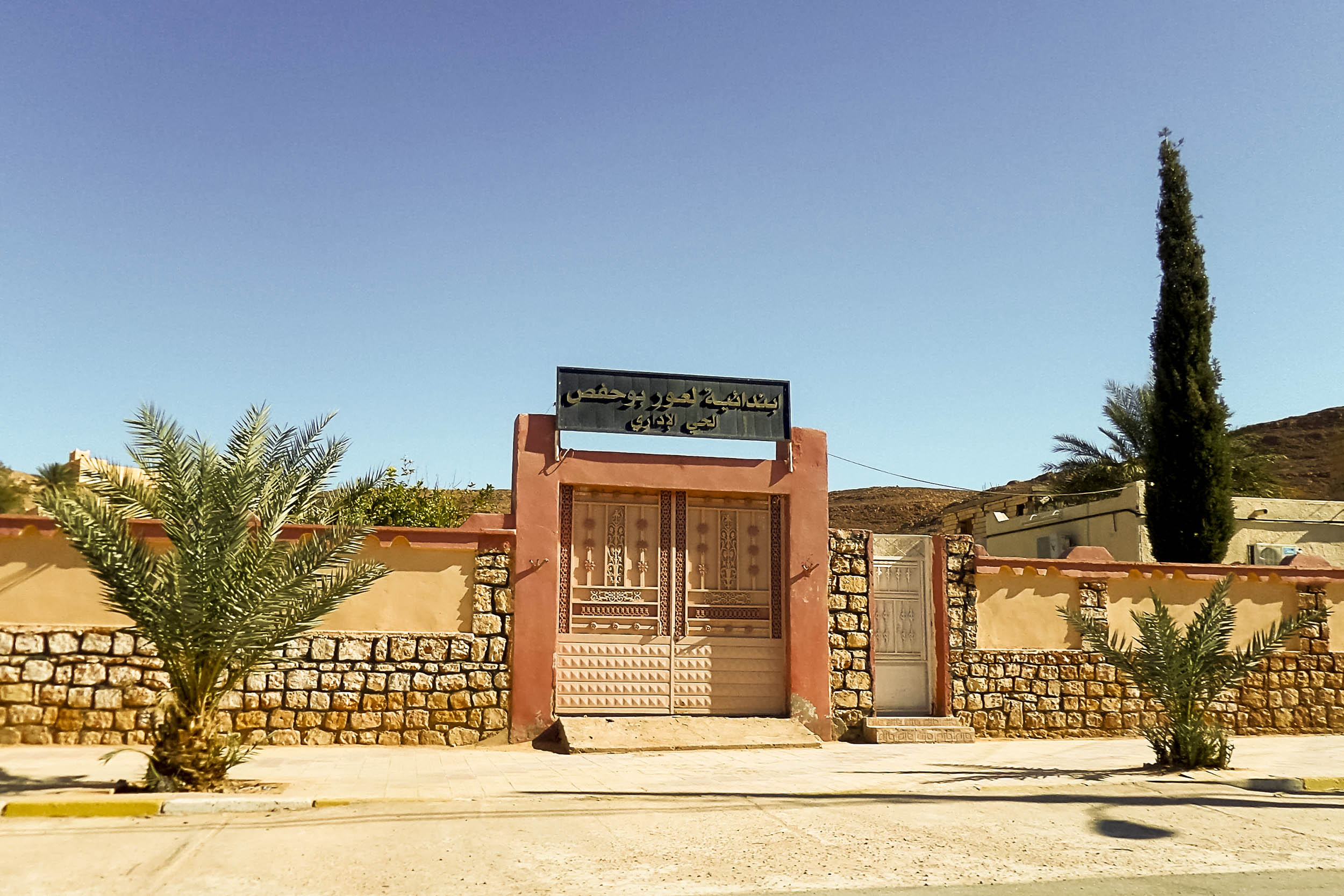
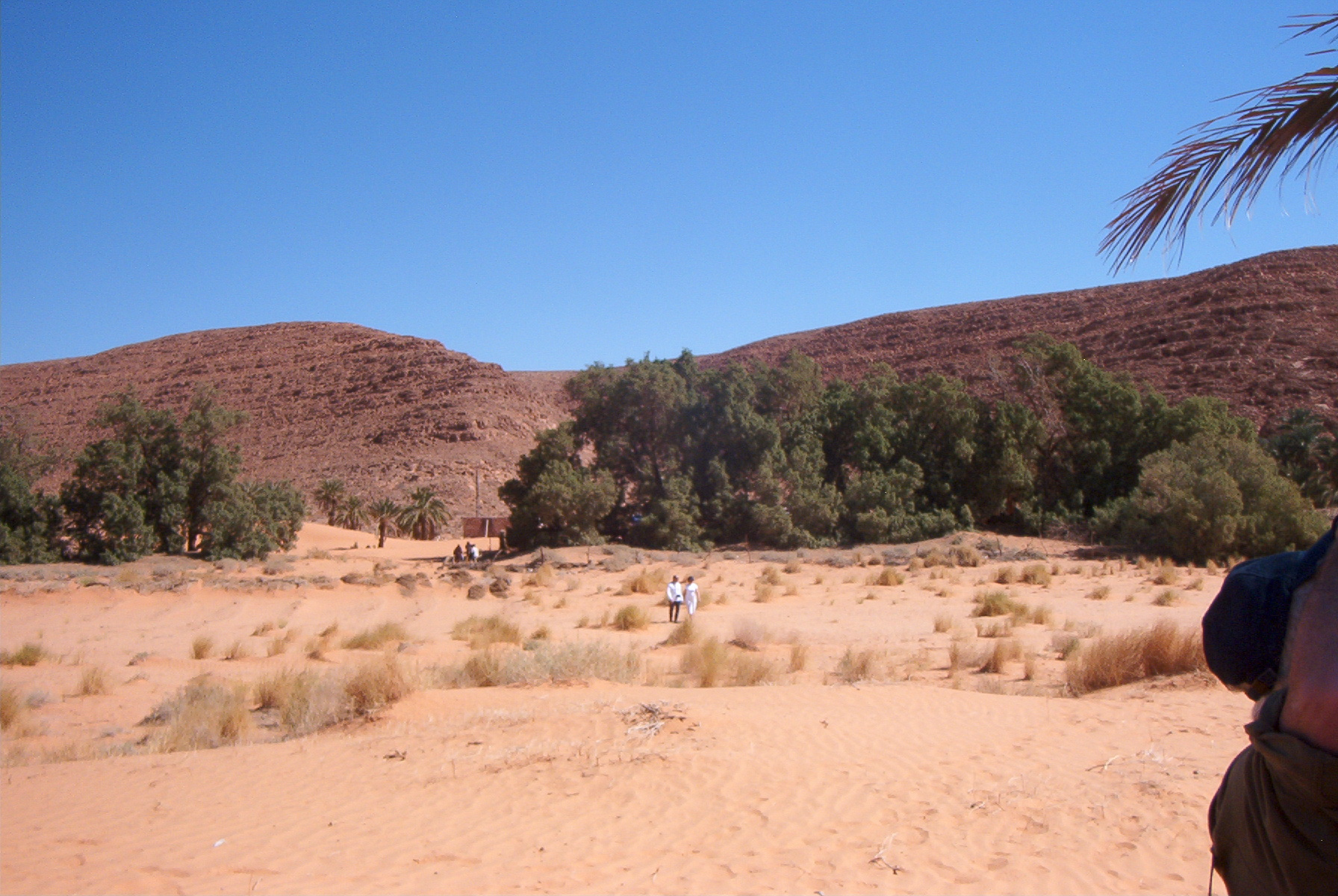

## وصلة خارجية
- بلدية سبسب